# Remember 11: The Age of Infinity
Remember 11: The Age of Infinity est un jeu vidéo de type visual novel développé et édité par KID, sorti en 2004 sur Windows, PlayStation 2, PlayStation Portable, iOS et Android.

## Accueil
- Famitsu : 28/40[1]